# Japenoides ratcliffei
Japenoides ratcliffei är en tvåvingeart som först beskrevs av M. Josephine Mackerras och Rageau 1958.  Japenoides ratcliffei ingår i släktet Japenoides och familjen bromsar. Inga underarter finns listade i Catalogue of Life.